# The Onyx Hotel Tour
The Onyx Hotel Tour is de vierde concerttour van Britney Spears. De tour promootte haar vierde studioalbum In the Zone. De tour had een hotelthema, en bestond uit zeven gedeeltes: De Check-In, de Mystic Lounge, de Mystic Garden, The Onyx Zone, Security Cameras, de Club en de Check-Out. Ze ging met deze tour door Amerika en Europa. Op 7 mei 2004 kwam ze naar Nederland met deze tour.

## Blessure
Op 8 juni 2004 kreeg Britney een blessure tijdens de opname van de video van haar single Outrageous. Ze werd de volgende dag gelijk geopereerd. Door dit ongeluk werd de hele tour afgelast, en is de video voor Outrageous ook nooit afgemaakt. 

## Opening acts
- Kelis
- Skye Sweetnam
- JC Chasez
- Wicked Wisdom

## Setlist
1. "Check-In" (Performance introductie)
2. "Toxic"
3. "Overprotected" (The Darkchild Remix)
4. "Boys" (The Co-Ed Remix)
5. "Showdown"
6. "Mystic Lounge" (Video interlude)
7. "...Baby One More Time"
8. "Oops!... I Did It Again"
9. "(You Drive Me) Crazy"
10. "Mystic Garden" (Video interlude)
11. "Everytime"
12. "The Hook Up"
13. "I'm a Slave 4 U"
14. "The Onyx Zone" (Video interlude)
15. "Shadow"
16. "Security Cameras" (Video interlude)
17. "Touch of My Hand"
18. "Breathe on Me"
19. "Outrageous"
20. "Club" (Performance interlude)
21. "(I Got That) Boom Boom"
22. "Check-Out" (Video interlude)
23. "Me Against the Music" (Rishi Rich's Desi Kulcha Remix)